# Champtocé-sur-Loire

Champtocé-sur-Loire este o comună în departamentul Maine-et-Loire, Franța. În 2009 avea o populație de 1,763 de locuitori.

## Personalități născute aici
- Gilles de Rais (1405? - 1440), baron, Mareșal al Franței, participant la Războiul de 100 de Ani.